# Макао (півострів)
Макао (кит. трад. 澳門半島, спр. 澳门半岛; ʔōu mǔːn pūːn tǒu; порт. Aōmén Bàndǎo, порт. Península de Macau) — найстаріша та найзаселеніша частина спеціального адміністративного району Макао (Аоминь).

## Історія
Згідно з археологічними дослідженнями, півострів Макао був заселений вихідцями з Китаю близько 4000-6000 років тому. Багато китайців переселилося сюди протягом XIII століття, утворивши нові поселення на півночі. Найбільшим та найчисленнішим було поселення Монг-Ха. В епоху династії Мін в Макао оселилося багато рибалок з Гуанчжоу та Фуцзяні. Саме тоді було закладено храм А-Ма. Португальці з'явилися в Макао в XVI столітті (1554 або за іншими даними 1557 рік). Вони створили на півострові осередок торгівлі з Європою, який з часом розвинувся в місто Макао, що тривалий час служило форпостом португальських інтересів на Далекому Сході. 1999 року півострів Макао був переданий Португалією КНР.

## Адміністративний поділ
З часів португальської колонізації півострів поділяється на п'ять фрегезій:
| Фрегезія / парафія | Фрегезія / парафія                                | 2013 Площа (км²) | 2013 Населення | Щільність (/км²) |
| ------------------ | ------------------------------------------------- | ---------------- | -------------- | ---------------- |
|                    | Парафія Богоматері Фатимської (Макао) (花地瑪)    | 3.2              | 237,500        | 74,218           |
|                    | Парафія Святого Антонія (Макао) (花王 / 聖安多尼) | 1.1              | 129,800        | 118,000          |
|                    | Парафія Святого Лазаря (Макао) (望德)             | 0.6              | 33,100         | 55,166           |
|                    | Парафія Се (Макао) (大)                           | 3.4              | 52,200         | 15,352           |
|                    | Парафія Святого Луренсу (Макао) (風順 / 聖老愣佐) | 1.0              | 51,700         | 51,700           |